# Vol Goma Air 409
Le 27 mai 2017, un Let L-410 Turbolet assurant le vol Goma Air 409 s'écrase avant la piste alors qu'il tentait d'atterrir à l'aéroport Tenzing-Hillary de Lukla au Népal. 
En approche finale par mauvaise visibilité, l'avion heurte des arbres avant la piste, puis glisse le long d'une pente avant de s'immobiliser à environ 200 mètres au-dessous du niveau de la piste et à 40 mètres avant la piste.
L'accident fait trois morts dont le commandant de bord et le copilote, et un blessé, un autre membre d'équipage.

## Accident
Vers 14 h 04, heure locale, l'avion était en approche finale de la piste de l'aéroport de Tenzing-Hillary, pour un vol de routine en provenance de l'aéroport international de Tribhuvan, lorsqu'il est descendu en dessous de l'altitude minimale de sécurité, juste à côté de la piste, a percuté un arbre et est entré en contact avec le sol à trois mètres en dessous de la piste. Il a ensuite glissé sur plus de 200 mètres dans un ravin. Des images de vidéosurveillance diffusées par l'aéroport ont montré l'avion descendant en dessous du niveau de la piste et de la fumée s'élevant de l'épave. Des témoins ont déclaré que les conditions météorologiques étaient brumeuses et que la visibilité était très faible. L'aéroport ne dispose d'aucun équipement de navigation, ce qui oblige les pilotes à atterrir par approche à vue. La piste 06, en pente ascendante, est dépourvue de tout guidage d'approche aux instruments. Au moment de l'accident, la visibilité locale était fortement réduite par le brouillard au sol.

## Aéronef
L'avion impliqué dans l'accident est un Let L-410, construit en 2014, immatriculé 9N-AKY et exploité par la compagnie népalaise Summit Air (en) (à l'époque, Goma Air). L'avion avait déjà été impliqué dans un accident mineur le 2 juin 2015, lorsque le vol en provenance de Jomsom avait atterri à Pokhara avec le train avant rétracté. Les 18 passagers à bord sont sains et saufs, mais le nez de l'appareil est endommagé.

## Victimes
Le commandant de bord, Parash Kumar Rai, âgé de 48 ans, totalisait plus de 9 000 heures de vol et, depuis qu'il avait rejoint la compagnie, il avait effectué plus de 1 900 heures de vol sur des avions L-410. Il est décédé peu après avoir été extrait de l'épave. Le copilote, Shreejan Manandhar, est décédé à 21h30 (heure locale) en soins intensifs à l'hôpital de Lukla. Le membre de l'équipage de cabine a survécu à l'accident et a été évacué vers Katmandou pour y être soigné.

## Enquête
Après l'accident, il a été soupçonné que la cause probable de l'accident était un décrochage aérodynamique provoqué par une faible vitesse d'approche. En raison de la longueur anormalement courte de la piste de Lukla, les avions doivent approcher l'aéroport à très faible vitesse, ce qui les rend extrêmement vulnérables aux courants d'air descendants soudains et aux vents violents que l'on connaît dans les montagnes. Le manque de visibilité en approche finale, l'inexpérience et le manque de technologie des contrôleurs aériens sont autant de facteurs qui peuvent contribuer à l'accident.
En décembre 2017, un comité d'enquête de l'Autorité de l'aviation civile du Népal a présenté son rapport final sur l'accident et a conclu que la cause de l'accident était une "très faible visibilité". L'avion ayant volé dans un brouillard épais pendant plusieurs minutes avant l'approche, il a manqué la piste de l'aéroport de Lukla. Le rapport a également révélé que le contrôle aérien de l'aéroport de Lukla (qui n'a pas fermé l'aéroport malgré le brouillard) et l'équipage du vol 409, qui est également soupçonné d'avoir été stressé et fatigué, ont violé les procédures d'exploitation standard. Enfin, la commission a suggéré d'envisager un allongement de la piste de l'aéroport de Lukla, ce qui rendrait l'aéroport, où plusieurs accidents se sont produits dans le passé, plus sûr.

## Conséquences
Contrairement à la pratique d'autres compagnies, Summit Air n'a pas retiré le numéro de vol 409 et continue d'assurer le vol Katmandou-Lukla sous ce numéro.